# Râul Rătășel
Râul Rătășel este un curs de apă, afluent al râului Crișul Negru. 